# Radiata
Radiata este un grup de eumetazoare cu simetrie radiară. Reprezentanții acestui grup se caracterizează prin prezența a câtorva planuri de simetrie și prin dispunerea radiară a organelor în jurul axei corpului. Spre deosebire de animalele bilaterale, la radiate în procesul dezvoltării ontogenetice se formează doar două foițe embrionare - ectoderm și endoderm.